# Grb Angole
Grb Angole reflektira nedavnu prošlost ove države. U sredini grba nalaze se mačeta i motika, koje predstavljaju revoluciju kroz koju je država stekla nezavisnost, kao i važnost poljoprivrednika. Iznad njih je zvijezda koja predstavlja napredak, dok sunce u izlasku predstavlja novi početak. Oko simbola nalazi se krug sastavljen od zupčanika, koji simbolizira industriju, te listova kave, koji simboliziraju industriju kave.   
Na dnu grba nalazi se otvorena knjiga koja simbolizira obrazovanje, a ispod nje je natpis "República De Angola" (Republika Angola).  

## Vanjske poveznice
- Grb Angole